# Иван-Вож
Иван-Вож — река в России, протекает по Прилузскому району Республики Коми. Устье реки находится в 79 км по левому берегу реки Сокся. Длина реки составляет 28 км. В 10 км от устья принимает по правому берегу реку Кынманшор.
Исток реки в лесном массиве на Северных Увалах неподалёку от границы с Мурашинским районом Кировской области в 26 км к северо-западу от села Летка. Рядом с истоком Иван-Вожа находятся верховья реки Волосница, здесь проходит глобальный водораздел между бассейнами Волги и Северной Двины. В верхнем течении течёт на восток, затем поворачивает на север. Всё течение проходит по ненаселённому холмистому лесному массиву. Притоки — Кынманшор (правый), Гушор (левый). Впадает в Соксю в 15 км к юго-западу от деревни Ловля. Ширина реки не превышает 10 м.

## Данные водного реестра
По данным государственного водного реестра России и геоинформационной системы водохозяйственного районирования территории РФ, подготовленной Федеральным агентством водных ресурсов:
- Бассейновый округ — Двинско-Печорский
- Речной бассейн — Северная Двина
- Речной подбассейн — Малая Северная Двина
- Водохозяйственный участок — Юг
- Код водного объекта — 03020100212103000011948